# Ivano Pavlović
Ivano Pavlović (Makarska, 19 de marzo de 2003) es un jugador de balonmano croata que juega de central en el RK Zagreb. Es internacional con la selección de balonmano de Croacia.
Su primer gran campeonato con la selección fue el Campeonato Mundial de Balonmano Masculino de 2025.

## Palmarés

### Selección nacional
| Campeonato Mundial | Campeonato Mundial           | Campeonato Mundial | Campeonato Mundial |
| Año                | Lugar                        | Medalla            |                    |
| ------------------ | ---------------------------- | ------------------ | ------------------ |
| 2025               | Croacia, Dinamarca y Noruega | Medalla de plata   |                    |

### HRK Izviđač
- Liga de Bosnia y Herzegovina de balonmano (3): 2021, 2023, 2024
- Copa de Bosnia y Herzegovina de balonmano (1): 2022

## Clubes
| Club        | País                 | Año       |
| ----------- | -------------------- | --------- |
| HRK Izviđač | Bosnia y Herzegovina | 2021-2024 |
| RK Zagreb   | Croacia              | 2024-Act. |